# Dimitris Diamantakos
Dimitrios "Dimitris" Diamantakos (grekiska: Δημήτρης Διαμαντάκος), född 5 mars 1993 i Pireus, är en grekisk fotbollsspelare som spelar för den tyska klubben VfL Bochum och Greklands landslag.
I juni 2017 värvades Diamantakos av VfL Bochum.